# 跨平台软件
跨平台软件（英語： 或 ）是指可以在多个操作系统上运行的电脑软件。一些跨平台软件需要为每个平台单独构建代码，但另一些跨平台软件使用直譯語言编写，通过直譯器转换为平台的代码。